# Wanderley
Wanderley is een gemeente in de Braziliaanse deelstaat Bahia. De gemeente telt 13.252 inwoners (schatting 2009).
De naam is afkomstig van de Nederlandse achternaam Van der Leij.